# 伊朗—以色列代理人冲突
伊朗—以色列代理人冲突，又称伊朗-以色列代理人战争或伊朗—以色列冷战，是伊朗和以色列之间进行的代理人戰爭。

## 背景
1979年伊朗伊斯蘭革命后，伊朗领导人認為以色列是非法的“犹太复国主义实体”，并指责以色列是美国的附庸国。伊朗向黎巴嫩真主党、哈马斯和巴勒斯坦伊斯兰圣战运动等组织提供资金、武器，并培训組織成員，讓他們对以色列发动袭击。
以色列一直反对伊朗的核计划，并与美国等伊朗的敵國保持亲密联系。以色列不僅打擊與伊朗有關的目标，对伊朗发动网路战，並且呼籲各國一起對伊朗採取军事行动。
2024年，衝突短暫升級為兩國間的直接衝突，2025年6月更升級為兩國間的十二日戰爭。